# Hans-Joachim Hanisch
Hans-Joachim Hanisch (* 12. August 1928 in Koblenz; † 14. Juni 2023; auch Hans Joachim Hanisch) war ein deutscher Schauspieler und Synchronsprecher.

## Karriere
Seine Schauspielausbildung absolvierte er an der Schauspielschule des Badischen Staatstheaters Karlsruhe. Danach hatte er Engagements in Frankfurt/Main, Tuttlingen und Garmisch-Partenkirchen. Anfang der 1950er Jahre kam er nach Ost-Berlin an das Theater am Schiffbauerdamm und an die Volksbühne (1954–1970). Danach war er freischaffend tätig.
Als Schauspieler war Hanisch unter anderem in mehreren Folgen der Fernsehserie Polizeiruf 110 und in zwölf Produktionen des Fernsehtheaters Moritzburg zu sehen, darunter Hauptrollen in Der Lampenschirm (1976) von Curt Goetz, Damenkrieg (1979) von Eugène Labiche, Gelähmte Schwingen (1979) von Ludwig Thoma, Deines nächsten Weib (1980) von Jan Havlásek,  Streichquartett (1981) von Szöke Szakall und Gaukelbrüder (1985) von Andreas Knaup.
Als Synchronsprecher synchronisierte er unter anderen Sidney James und Joe Pesci. Zudem ist seine Stimme in zahlreichen Filmen der Olsenbande–Reihe zu hören. Weiterhin sprach er Möbelträger Olsen in der dänischen Serie Oh, diese Mieter ab Folge 29 der von der DEFA in Ost-Berlin synchronisierten und ausgestrahlten Folgen. Auch hörte man ihn in Animationsfilmen und -serien (darunter auch Disney-Produktionen).
Als Hörspielsprecher hörte man ihn unter anderem in Die Schatzinsel nach dem gleichnamigen Roman von Robert Louis Stevenson in der Rolle des John Silver.

## Filmografie
- 1950: Das kalte Herz
- 1956: Das Stacheltier: Der weiche Artur
- 1959: Fernsehpitaval: Der Fall Jakubowski (Fernsehreihe)
- 1963: Tote reden nicht (Fernseh-Zweiteiler)
- 1964: Der geteilte Himmel
- 1965: Die Abenteuer des Werner Holt
- 1966: Flucht ins Schweigen
- 1967: Er ging allein (Fernseh-Zweiteiler)
- 1968/1969: Krupp und Krause
- 1968–1970: Ich – Axel Cäsar Springer
- 1970: Unterwegs zu Lenin
- 1971: Der Arzt wider Willen (Theateraufzeichnung)
- 1972: Trotz alledem!
- 1972: Die Bilder des Zeugen Schattmann (Fernseh-Vierteiler)
- 1972–1989: Polizeiruf 110 (Fernsehreihe)
  - 1972: Ein bißchen Alibi
  - 1976: Vorurteil?
  - 1977: Des Alleinseins müde
  - 1986: Gier
  - 1989: Der Fund
- 1972: Die große Reise der Agathe Schweigert (Fernsehfilm)
- 1973: Die Hosen des Ritters von Bredow
- 1973: Das zweite Leben des Friedrich Wilhelm Georg Platow
- 1974–1984: Fernsehtheater Moritzburg
  - 1974: Das geheimnisvolle Doppelleben des Edgar Fabian
  - 1976: Spätpodium: Ringelringelrosenkranz
  - 1978: Gefrühstückt wird um Acht
  - 1982: Meine Frau macht mich verrückt
  - 1984: Der doppelte Schöne
  - 1984: Überall ist Heiterkeit
- 1976: Die Regentrude
- 1976: Nelken in Aspik
- 1977: Der rasende Roland
- 1979: Für Mord kein Beweis
- 1979: Pinselheinrich (Fernsehfilm)
- 1980: Archiv des Todes (Fernsehfilm)
- 1980: Dach überm Kopf
- 1980: Grenadier Wordelmann (Fernsehfilm)
- 1981: Martin XIII.
- 1981: Trabant zu verkaufen (Fernsehtheater)
- 1982: Der Lumpenmann (Fernsehfilm)
- 1983: Es geht einer vor die Hunde (Fernsehfilm)
- 1984: Ach du meine Liebe (Fernsehfilm)
- 1987: Altes Herz geht auf die Reise (Fernsehfilm)
- 1989/2021: Wir bleiben treu
- 1990: Die Spur führt zum Silbersee (Puppentrickfilm)

## Synchronarbeiten
- Orosbek Kutmanalijew in Der weiße Dampfer als Onkel Oroskul
- Bjørn Watt-Boolsen in Die Olsenbande sieht rot, Die Olsenbande schlägt wieder zu und Die Olsenbande steigt aufs Dach
- Helge Kjærulff-Schmidt in Die Olsenbande stellt die Weichen als Brodersen
- Axel Strøbye in Der (voraussichtlich) letzte Streich der Olsenbande als Kriminalkommissar Jensen
- Poul Reichhardt in Oh, diese Mieter (ab Folge 29) als Möbelträger Olsen
- Sidney James in Mißwahl auf Englisch als Sidney Fiddler
- Joe Pesci in Catchfire als Leo Carelli
- Jim Cummings in Chip und Chap – Die Ritter des Rechts als Professor Norton Nimnul
- Lorenzo Music in Käpt’n Balu und seine tollkühne Crew als Feldwebel Dumpfbacke
- Jack Angel in Goofy im Fußballfieber als Johann (Jeeves)
- Chuck McCann in DuckTales: Der Film – Jäger der verlorenen Lampe als Johann, der Butler

## Theater
- 1952: Peter Karvaš: Menschen unserer Straße – Regie: Gottfried Herrmann (Theater am Schiffbauerdamm Berlin)
- 1953: Giorgi Mdivani: Wo uns der Schuh drückt (Ingenieur Wessjolow) – Regie; Werner Stewe (Theater am Schiffbauerdamm)
- 1953: Nikolai Gogol: Die Heirat (Kaufmann Starikow) – Regie: Franz Kutschera (Theater am Schiffbauerdamm)
- 1954: Leo Tolstoi: Anna Karenina (Lewin) – Regie: Werner Stewe (Volksbühne Berlin)
- 1955: Johann Wolfgang von Goethe: Götz von Berlichingen (Lerse) – Regie: Fritz Wisten (Volksbühne Berlin)
- 1955: Carlo Goldoni: Der Diener zweier Herren (Silvio) – Regie: Otto Tausig (Volksbühne Berlin)
- 1956: Wsewolod Wischnewski: Die erste Reiterarmee (Bauer Ssyssojew) – Regie: Kurt Jung-Alsen (Volksbühne Berlin)
- 1956: Jean-Paul Sartre: Nekrassow – Regie: Fritz Wisten (Volksbühne Berlin)
- 1956: William Shakespeare: Ein Sommernachtstraum (Prologus Squenz) – Regie: Fritz Wisten (Volksbühne Berlin)
- 1958: Helmut Baierl: Die Feststellung (Bauer Benno) – Regie: Hagen Mueller-Stahl (Volksbühne Berlin – Theater im III. Stock)
- 1959: William Shakespeare: Macbeth (Banquo) – Regie: Ernst Kahler (Volksbühne Berlin)
- 1959: Hedda Zinner: Was wäre wenn … (Dahlkes Sohn Christian) – Regie: Otto Tausig (Volksbühne Berlin)
- 1960: Gerhart Hauptmann: Fuhrmann Henschel – Regie: Erich-Alexander Winds (Volksbühne Berlin)
- 1960: Lajos Mesterházi: Menschen von Budapest – Regie: Fritz Wisten (Volksbühne Berlin)
- 1961: Robert Adolf Stemmle/Erich Engel: Affäre Blum (Fischer) – Regie: Hagen Mueller-Stahl (Volksbühne Berlin)
- 1962: Peter Hacks: Die Sorgen und die Macht (Kunze) – Regie:Wolfgang Langhoff (Deutsches Theater Berlin)
- 1962: Konstantin Simonow: Der Vierte – Regie: Lothar Bellag (Volksbühne Berlin – Theater im III. Stock)
- 1962: Gerhart Hauptmann: Florian Geyer (Schäferhans) – Regie: Wolfgang Heinz (Volksbühne Berlin)
- 1963: Carl Zuckmayer: Der Hauptmann von Köpenick – Regie: Hannes Fischer (Volksbühne Berlin)
- 1964: Carlo Goldoni: Mirandolina (Fabrizio) – Regie: Ottofritz Gaillard (Volksbühne Berlin)
- 1966: Jean Anouilh: Jeanne oder die Lerche (Beaudricourt) – Regie: Hans-Joachim Martens (Volksbühne Berlin)
- 1967: Georg Kaiser: Nebeneinander – Regie: Wolf-Dieter Panse (Volksbühne Berlin)
- 1968: Boris Djacenko: Doch unterm Rock der Teufel (Genossenschaftsvorsitzender) – Regie: Fritz Bornemann (Volksbühne Berlin)
- 1969: William Shakespeare: Troilus und Cressida (Kuppler Pandarus) – Regie: Hannes Fischer (Volksbühne Berlin)
- 1970: Kurt Bartsch/Reiner Bredemeyer (Nach Jacques Offenbach: Orpheus (Pluto))  – Regie: Wolfgang Pintzka (Volksbühne Berlin)

## Hörspiele
- 1961: Horst Girra: Feuersalamander (Hauptmann Bahr) – Regie: Detlev Witte (Rundfunk der DDR)
- 1961: Günter Koch/Manfred Uhlmann: Mordsache Brisson (Clot) – Regie: Hans Knötzsch (Dokumentation – Rundfunk der DDR)
- 1961: Klaus Glowalla: Mordprozeß Consolini – Regie: Fritz-Ernst Fechner (Hörspiel – Rundfunk der DDR)
- 1961: Jane Kavcic: Zug Nr. 612 (Miha) – Regie: Wolfgang Brunecker (Hörspiel – Rundfunk der DDR)
- 1962: Anton Tschechow: Perpetuum Mobile (Kutscher) – Regie: Beter Brang (Hörspiel – Rundfunk der DDR)
- 1962: Friedrich Dürrenmatt: Die Panne – Regie: Hans Knötzsch (Rundfunk der DDR)
- 1962: Rolf Schneider: Jupiter-Sinfonie – Regie: Fritz-Ernst Fechner (Hörspiel – Rundfunk der DDR)
- 1962: Gerhard Stübe: Das Südpoldenkmal (Hansen) – Regie: Fritz Göhler (Hörspiel – Rundfunk der DDR)
- 1962: Rolf Schneider: 25. November. New York (Thurber) – Regie: Helmut Hellstorff (Hörspiel – Rundfunk der DDR)
- 1962: Manfred Bieler: Karriere eines Klaviers – Regie: Werner Grunow (Rundfunk der DDR)
- 1963: Alfred Döblin: Berlin Alexanderplatz – Regie: Hans Knötzsch (Hörspiel – Rundfunk der DDR)
- 1963: Bernhard Seeger: Rauhreif – Regie: Theodor Popp (Rundfunk der DDR)
- 1965: Vercors: Zoo oder Der menschenfreundliche Mörder (Prof. Crabe) – Regie: Edgar Kaufmann (Rundfunk der DDR)
- 1965: Jiří Ciřkl/Jindřich Polák: Ferdinands Zauberhäuschen (Störteufel) – Regie: Theodor Popp (Kinderhörspiel – Litera)
- 1966: Brüder Grimm: Hans im Glück (Metzger) – Regie: Theodor Popp (Kinderhörspiel – Litera)
- 1967: Hans Siebe: Spuren im Sand (Hauptmann Zeidler) – Regie: Joachim Staritz (Kriminalhörspiel – Rundfunk der DDR)
- 1967: Joachim Goll: Bankivahühner (Hartsemmel) – Regie: Werner Grunow (Hörspiel-Schwank – Rundfunk der DDR)
- 1968: Day Keene/Warren Brand: Naked Fury – Nackte Gewalt (Tom Shelley) – Regie: Helmut Hellstorff (Kriminalhörspiel – Rundfunk der DDR)
- 1968: Giles Cooper: Die unverdauliche Auster – Regie: Wolfgang Brunecker (Hörspiel-Komödie – Rundfunk der DDR)
- 1968: Ralph Knebel: Heimsuchungen eines Eingesessenen – Regie: Peter Kupke (Rundfunk der DDR)
- 1968: Michail Schatrow: Bolschewiki – Regie: Wolf-Dieter Panse (Hörspiel – Rundfunk der DDR)
- 1968: Giles Cooper: Die unverdauliche Auster – Regie: Wolfgang Brunecker (Hörspielkomödie – Rundfunk der DDR)
- 1969: Fritz Selbmann: Ein weiter Weg (Schremm) – Regie: Fritz-Ernst Fechner (Hörspiel (8 Teile) – Rundfunk der DDR)
- 1969: Friedrich Schiller: Die Verschwörung des Fiesco zu Genua (Muley Hassan) – Regie: Peter Groeger (Hörspiel – Rundfunk der DDR)
- 1969: Will Lipatow: Der Dorfdetektiv (Gennadi Pasdnikow) – Regie: Werner Grunow (Hörspiel – Rundfunk der DDR)
- 1970: Finn Havrevold: Katastrophe (Mann) – Regie: Helmut Hellstorff (Hörspiel – Rundfunk der DDR)
- 1970: Werner Gawande: Die Kündigung (Günter Krause) – Regie: Joachim Staritz (Hörspiel – Rundfunk der DDR)
- 1970: Arne Leonhardt: Unser stiller Mann (Witzgall) – Regie: Werner Grunow  (Hörspiel – Rundfunk der DDR)
- 1970: Helga Pfaff: Die Schildbürger (Brauer) – Regie: Horst Liepach (Kinderhörspiel – Rundfunk der DDR)
- 1970: Anita Heiden-Berndt: Licht in der Stanitza (Semjon) – Regie: Manfred Täubert (Kinderhörspiel – Rundfunk der DDR)
- 1970: Klaus G. Zabel: Napoleon und die Zöllner (Geschäftsmann) – Regie: Peter Groeger (Hörspiel – Rundfunk der DDR)
- 1970: Armand Lanoux: Der Hüter der Bienen (Gorilla) – Regie: Fritz Göhler (Hörspiel – Rundfunk der DDR)
- 1971: Bruno Gluchowski: Stahl von der Ruhr (Karl Brückner) – Regie: Helmut Hellstorff (Hörspiel nach „Blutiger Stahl“ (3 Teile) – Rundfunk der DDR)
- 1971: Günther Rücker: Portrait einer dicken Frau (Gemeinderatsmitglied) – Regie: Günther Rücker (Hörspiel – Rundfunk der DDR)
- 1972: Rudolf Bartsch: Der geschenkte Mörder – Regie: Fritz-Ernst Fechner (Kriminalhörspiel – Rundfunk der DDR)
- 1973: Horst Dembny: Der General kommt (Meister) – Regie: Albrecht Surkau (Kurzhörspiel – Rundfunk der DDR)
- 1973: Hans Siebe: In Sachen Rogge (Sawatzke) – Regie: Fritz-Ernst Fechner (Hörspielreihe: Tatbestand Nr. 2 – Rundfunk der DDR)
- 1973: Georges Courteline: Der Stammgast (Lagoupille) – Regie: Hans Knötzsch (Hörspiel – Rundfunk der DDR)
- 1973: Hans Christian Andersen: Die wilden Schwäne / Der Schweinehirt (Wind / 1. Erzähler) – Regie: Edgar Kaufmann / Barbara Plensat (Kinderhörspiel – Litera)
- 1974: Wolf D. Brennecke: Abriss eines Hauses (Walter Hennebo) – Regie: Fritz-Ernst Fechner (Hörspiel – Rundfunk der DDR)
- 1975: Gabriel García Márquez: Zeit zu sterben – Regie: Wolfgang Schonendorf (Hörspiel – Rundfunk der DDR)
- 1975: Prosper Mérimée: Die Jacquerie (Brown) – Regie: Albrecht Surkau (Hörspiel – Rundfunk der DDR)
- 1975: Branko Hribar: Bum! Bum! Peng! Und aus! (Tiger) – Regie: Peter Groeger (Kinderhörspiel – Rundfunk der DDR)
- 1976: Adolf Glaßbrenner: Antigone in Berlin (Schauspieler Kleinber) – Regie: Werner Grunow (Hörspiel (Kunstkopf) – Rundfunk der DDR)
- 1976: Antonio Skármeta: Die Suche (Autohändler) – Regie: Joachim Staritz (Hörspiel – Rundfunk der DDR)
- 1976: Rodney David Wingfield: Auf Provisionsbasis (Harris) – Regie: Helmut Hellstorff (Hörspiel – Rundfunk der DDR)
- 1978: Hans Siebe: Sommer in Kriebusch (Kalle) – Regie: Fritz-Ernst Fechner (Hörspiel – Rundfunk der DDR)
- 1978: Ingrid Hahnfeld: Vom Aberheiner – Regie: Achim Scholz (Kinderhörspiel – Rundfunk der DDR)
- 1981: Hans Siebe: Drei Bagnaresi (Glaubtreu) – Regie: Horst Liepach (Hörspiel – Rundfunk der DDR)
- 1981: Peter Gauglitz: Drei Schweizer Uhren (Boxer-Müller) – Regie: Wolfgang Brunecker (Reihe: Fälle des Kriminalanwärters Marzahn, Nr. 1 – Rundfunk der DDR)
- 1981: Günter Eich: Träume – Regie: Peter Groeger (Hörspiel – Rundfunk der DDR)
- 1981: László Hárs: Ich war einmal ... oder: Die Zimmerreiseabenteuer des Helden Buci (König Töhötöm) – Regie: Albrecht Surkau (Kinderhörspiel – Litera)
- 1982: E. T. A. Hoffmann: Wenn man einen Nußknacker liebt (Mausekönig) – Regie: Christa Kowalski (Kinderhörspiel – Rundfunk der DDR)
- 1982: Albert Wendt: Der Sauwetterwind (Herr von Knacke) – Regie: Christa Kowalski (Kinderhörspiel – Rundfunk der DDR; Übernahme durch Litera, 1985)
- 1982: Peter Hacks: Das Windloch – Geschichten von Henriette und Onkel Titus (Walfisch Hyazinth) – Regie: Fritz Göhler (Kinderhörspiel – Litera)
- 1983: Hans Christian Andersen: Die Schneekönigin (Rabe) – Regie: Uwe Haacke  (Kinderhörspiel – Rundfunk der DDR)
- 1983: Eva Dessarre: Das Meer kehrt stets zurück – Regie: Peter Groeger (Hörspiel – Rundfunk der DDR)
- 1985: Hans Siebe Feuersteine (Kunze) – Regie: Werner Grunow (Kriminalhörspiel – Rundfunk der DDR)
- 1985: Wilhelm Hauff: Das kalte Herz (Holländer-Michel) – Regie: Manfred Täubert (Kinderhörspiel – Rundfunk der DDR)
- 1986: Stephan Göritz: Das sprechende Bild (Alfred Perré) – Regie: Uwe Haacke (Kriminalhörspiel – Rundfunk der DDR)
- 1987: Lothar Günther: Großer Bahnhof – Regie: Achim Scholz (Hörspielkomödie – Rundfunk der DDR)
- 1987: Jacob Grimm/Wilhelm Grimm: Drosselbart – Regie: Maritta Hübner (Kinderhörspiel – Rundfunk der DDR)
- 1987: Erich Kästner: Fabian oder Der Gang vor die Hunde (Erfinder) – Regie: Joachim Staritz (Hörspiel – Rundfunk der DDR)
- 1987: Wilhelm Raabe: Die Chronik der Sperlingsgasse (Stulpnase) – Regie: Manfred Täubert (Kinderhörspiel (2 Teile) – Rundfunk der DDR)
- 1989: Luise Rinser: Detektivin Susi löst einen ungewöhnlichen Fall (Hans Muck) – Regie: Manfred Täubert (Kinderhörspiel – Rundfunk der DDR)
- 1991: Waldemar Bonsels: Die Biene Maja (Alois Siebenpunkt, ein Marienkäfer) – Regie: Werner Grunow (Kinderhörspiel – DS Kultur)